# Memory Run
Pour plus de détails, voir Fiche technique et Distribution.
Transfert Mortel (Memory Run) est un film canado-américain réalisé par Allan A. Goldstein, sorti en DTV en 1995. Il est paru sous le titre Brain transplantation dans sa version DVD.

## Synopsis
Dans un futur proche, le monde est sous la dictature totalitaire du "consortium pour la vie". Il existe une opposition clandestine qui tente de résister. Des bandes de trafiquants s'enrichissent en vendant des armes à la résistance. André Fuller est l'un de ces trafiquants. Au cours d'un cambriolage chez Josette, l'une de ses ex petites amies, il fait semblant de la tuer, mais l'un de ses complices n'est pas dupe et vient tirer sur le couple alors qu'ils font l'amour. André n'est pas blessé, mais Josette est cliniquement morte, son cerveau étant détruit. André est accusé à tort du meurtre de Josette. Il est condamné à être livré aux médecins du régime à fin d'expérience. 
André se réveille un beau matin et découvre que l'on a transplanté son cerveau dans le corps de Josette, qu'on appelle maintenant Céleste. La transplantation réussit et, afin de mater toute velléité de révolte, on lui implante un aiguillon destiné à la faire horriblement souffrir au moindre signe. Quand le consortium veut la présenter aux dignitaires du régime, elle entre en crise. On décide de l'isoler. Là, elle fait la connaissance d'Alice, une autre prisonnière. Alors qu'elle tente de s'évader, Alice est tuée par le garde. Le docteur Munger responsable des transplantations décide d'aider Céleste et se prépare à lui retirer l'aiguillon, mais il est surpris par le garde. Céleste met ce dernier hors de combat, se retire elle-même l'aiguillon et s'enfuit.
Elle contacte ensuite la Résistance, parvient à libérer Munger, puis recherche son ancien corps, sans le trouver. Quand elle aperçoit son ancien corps occupé maintenant par le cerveau d'un dignitaire du régime, elle le tue.

## Fiche technique
- Titre original : Memory Run
- Titre français : Transfert Mortel ou Brain Transplantation (DVD)
- Titre québécois : Synapse
- Réalisation : Allan A. Goldstein
- Scénario : Allan A. Goldstein, David N. Gottlieb & Dale Hildebrand, d'après le roman de Hank Stine
- Musique : Varouje
- Photographie : Curtis Petersen
- Montage : Evan Landis
- Production : Andy Emilio & Dale Hildebrand
- Pays :  Canada,  États-Unis
- Langue : Anglais
- Genre : Science-fiction, Action
- Durée : 86 min
  - Allemagne : 16 juin 1995
  - États-Unis : 20 février 1996

## Distribution
- Karen Duffy : Celeste / Josette
- Saul Rubinek : Dr. Munger
- Matt McCoy (en) : Gabriel
- Lynne Cormack : Dr. Merain
- Torri Higginson : Kristen
- Barry Morse : le professeur Thomas Bradden
- Chris Makepeace : André Fuller
- Jonathan Tanner : Raff
- Nigel Bennett : Sladecker
- Natalie Radford : Alice
- Robbie Rox : Norris
- John Stoneham Sr : le père d'André Fuller
- Diana Rowland : la mère d'André Fuller
- Corey Sevier : André Fuller, jeune
- Eric Murphy : Copeland